# Mary Spiteri
Mary Spiteri (n. Naxxar, 25 de octubre de 1947), es una cantante maltesa. Representó a su país en Tokyo Music Festival en 1975, recibiendo el "Premio a la Excelencia" por su canción Go On, y en el Festival de Eurovisión 1992 obteniendo el tercer puesto con la canción Little Child.

## Festival de Eurovisión
Mary representó a Malta en el Festival de la Canción de Eurovisión 1992, celebrado en Malmö, con la canción "Little Child". Obtuvo un magnífico tercer puesto, quedando detrás de Reino Unido e Irlanda. Anteriormente, ella ya había intentado sin éxito participar en el festival en 1971 con la canción Min Int? (en maltés: "¿Quién eres?"), y en 1975, con dos canciones: Live for Tomorrow y Try a Little Love Today. 

## Después de Eurovisión
Mary intentó participar nuevamente en Eurovisión sin éxito en 1995 (con Just one love), en 1997 (con Lovers play with words) y en 2008 (con dos canciones, My last encore y If you believe). Ese mismo año recibió un premio a su carrera en los Malta Music Awards. Considerada una auténtica diva en Malta, en 2010 cantó como artista invitada en el Malta Song Festival. 
En 2014 se anunció que Mary Spiteri batió en 1992 el récord de la nota de más larga duración en la historia del Festival de Eurovisión (13 segundos). Sin embargo, en 2021 la representante de Moldavia Natalia Gordienco batió su récord con 17 segundos.

## Discografía
- Dedication (1993)[4]

| Predecesor: "Could It Be" Paul & Georgina | Malta en el Festival de Eurovisión 1992 | Sucesor: "This Time" William Mangion |